# Pic d'Espadà
El Pic d'Espadà és una muntanya de 1.099 metres d'altura, que dona nom a la serralada en la qual s'alça. No és, però, el seu cim més alt, atès que per pocs metres és superat per altres pics, com ara la Ràpita.